# Un crim perfecte
Un crim perfecte (originalment en anglès, A Perfect Murder) és una pel·lícula de thriller policial estatunidenca de 1998 dirigida per Andrew Davis i protagonitzada per Michael Douglas, Gwyneth Paltrow i Viggo Mortensen. Es tracta d'una nova versió de la pel·lícula de 1954 d'Alfred Hitchcock Crim perfecte, encara amb noms diferents dels personatges i més de la meitat de la trama reescrita i alterada. Basada lliurement en l'obra de Frederick Knott, el guió va ser escrit per Patrick Smith Kelly. El 15 d'abril de 2005 va estrenar-se el doblatge en català a TV3.

## Repartiment
Steven Taylor ha aconseguit fer-se molt ric jugant a la borsa, però el seu tresor més preuat és la seva dona. Ella vol mantenir la seva personalitat amb una feina a les Nacions Unides, però quan comença una relació amorosa amb un artista, travessa una ratlla que Steven no permet. Els negocis comencen a anar malament i Steve prepara el crim perfecte per venjar la infidelitat de la seva dona i quedar-se, a més, la seva fortuna personal.
- Michael Douglas com a Steven Taylor
- Gwyneth Paltrow com a Emily Bradford Taylor
- Viggo Mortensen com a David Shaw
- David Suchet com al detectiu Mohamed Karaman
- Sarita Choudhury com a Raquel Martínez
- Constance Towers com Sandra Bradford
- Novella Nelson com a l'ambaixadora Alice Wills
- Michael P. Moran com a Bobby Fain
- Gerry Becker com a Roger Brill
- Will Lyman com a Jason Gates